# ثلاث حسناوات من العصر الحديث
ثلاث حسناوات من العصر الحديث Three Beauties of the Present Day (当時三美人 Tōji San Bijin) (当時三美人 Tōji San Bijin) هي عبارة عن لوحة خشبية بلون Nishiki-e ق. 1792–93 1792–93 من c. 1792-93 من قبل فنان أكييوه-إه اليابانى كيتاغاوا أوتامارو (ق. 1753 1753-1806).يصور هذا المثلث ملامح ثلاث شخصيات مشهورة في ذلك الوقت: الراقصة Tomimoto Toyohina, ونادلتا مقهى  Naniwaya Kita و Takashima Hisa. كما تُعرف المطبوعة أيضًا تحت عناوين "الجميلات الثلاث" لعصر "كانسي" (美人 政 三 美人 كانسي سان بيجين) وثلاث جميلات مشهورة (美人 三 美人 Kōmei San Bijin).
كان أوتامارو فنان أكييوه-إه الرائد في سبعينيات القرن التاسع عشر نوع bijin-ga من صور الجمال الأنثوية. ذا النوع من الصور من الإناث الجمال. كان معروفا بالōkubi-e ، والتي تركز على الرؤوس. النماذج الثلاثة في ثلاثة جميلات فو العصر الحاضر كانت مواضيع متكررة من بورتريه  أوتامارو. تم تزيين كل شخصية في العمل بشعار عائلى محدد. تم تصميم اللوحات بشكل مثالي، و للوهلة الأولى وجوههم تبدو مشابهة، ولكن يمكن الكشف عن اختلافات طفيفة في خصائصهم وتعابيرهم —مستوى غير معتاد من الواقعية آن ذاك في أكييوه-إه ، و على النقيض مع النمطية الجمال في وقت سابق من سادة مثل هارونوبو وKiyonaga. نشرت الطابعة الفاخرة بواسطة جوزابورو وصُنعت من عدة قطع خشبية - واحدة لكل لون - وخلطت الخلفية مع مسكوفيت لإنتاج تأثير براق. فمنالمعتقد أنه كان له شعبية كبيرة ، وأصبح وضع المثلث الثلاثي رائجًا في سبعينيات القرن التاسع عشر. أنتج أوتامارو العديد من الصور الأخرى بنفس الترتيب من نفس الجميلات الثلاثة ، وظهرت الثلاثة جميعها في صور عديدة أخرى من قبل أوتامارو وفنانين آخرين.

## الخلفية
ازدهر الفن أوكييو إي في اليابان خلال فترة إيدو من 17 إلى القرن 19 ، و اتخذ المحظيات ، وممثلي الكابوكي ، وغيرهم من الأشخاص المرتبطين بنمط حياة "العالم الطافي" في مناطق المتعة موضوعاته الأساسية.  إلى جانب ذلك، كانت لوحات المطبوعات الخشبية المنتجة بشكل كبير نموذجاً رئيسياً لهذا النوع.في منتصف القرن الثامن عشر ، أصبح استخدام مطبوعات نيشيكي-إي الملونة شائعاً ، وتمت طباعتها باستخدام عدد كبير من قطع الخشب ، واحدة لكل لون.  نحو وثيق من القرن الثامن عشر كان هناك ذروة في كل من نوعية وكمية العمل.وكان من بين الأنواع البارزة بينغ-جا ("صور الجمال") ، التي تصور في معظم الأحيان المحظيات والغيشا في أوقات الفراغ ،   وروجت وسائل الترفيه التي يمكن العثور عليها في مناطق المتعة.
قدم كاتاسوكاوا شونشو صورة ōkubi-e "ذات الرؤوس الكبيرة" في الستينات من القرن التاسع عشرحيث قام هو وأعضاء آخرون في مدرسة Katsukawa مثل Shunkō بتعميم شكل مطبوعات yakusha-e ، بالإضافة إلى غبار الميكا في خلفيات لإنتاج تأثير براق..كان Kiyonaga  أبرز الفنانين في الجمال في الثمانينيات من القرن الثامن عشر ، وكان للجميلات الرشيقة الطويلة في عمله تأثير كبيرعلى كيتاغاوا أوتامارو (ق. 1753 1753-1806) ، الذي كان خليفاً له في الشهرة.  درس أوتامارو تحت تورياما سيكين (1712-1788) ، الذي تدرب في مدرسة كانكي للرسم.حول 1782,جاء أوتامارو للعمل من أجل الناشر تسوتايا جيزابوري.
في عام 1791 ،  نشر تسوتايا ثلاثة كتب كتبها Santō Kyōden من النوع  sharebonالقصصى الفكاهى  للمغامرات في أماكن المتعة ؛ و باعتبارها تافهة جدا ، الحكومة العسكرية عاقبت الكاتب بخمسين يوما في الأغلال و تغريم الناشر نصف ممتلكاته. حظه انعكس بعد وقت قصير مع نجاح جديد: أوتامارو بدأ إنتاج أول لوحة bijin ōkubi-e, تطويع ōkubi-e الى النوع bijin-ga . شعبيتها استعادت ثروة تسوتايا  و صنعت الثروة لأوتامارو في تسعينات القرن التاسع عشر.

## وصف و تحليل
تعتبر الجميلات الثلاثة في العصر الحاضر واحدة من الأعمال المبكرة لأوتامارو. وهو يصور لمحات من ثلاثة مشاهير جمال في 1790s إيدو (طوكيو الحديثة).  لم تكن موضوعات أوتامارو المحظيات، كما كان متوقعا في أكييوه-إه ، لكن الشابات اللواتي عرفن حول إيدو بسبب جمالهن. هؤلاء الثلاثة كانوا كثرة المواضيع من أوتامارو الفن, و يبدو في كثير من الأحيان معا.يتم التعرف على كل واحدة منهن بارتباطهن بكريست الأسرة.
في وسط تقف توميموتو تويوهينا, أحد أفراد عائلة الغيشا الشهيرة في منزل تامامورايا في منطقة المتعة في يوشيوارا.  سميت "توميموتو" بعد أن جعلت اسمها يلعب موسيقى  توميموتو-البوشي  على الشاميسين. مثل النموذجين الآخرين ، لديها شعرها في أسلوب شيمادا الأنيق الذي كان شائعًا في ذلك الوقت. تتناقض ملابسها مع الملابس هوميلير بيت القهوة من النموذجين الآخرين ، حيث أنها ترتدي في أسلوب الغيشا. يزين تصميم زهرة الربيع الياباني من كريست التوميموتو اكمام الكيمونو الخاص بها.يوم ميلاد تويوهينا غير معروف.
إلى اليمين نانيواتا كيتا ،  المعروفة أيضا باسم "او-كيتا", ابنة معروفة لصاحببيت مقهى في أساكوسا بالقرب من معبد Sensō-جي. قيل أنها كانت في الخامسة عشر من عمرها في الصورة ،  حيث ترتدي كيمونو [12] أسود [17] ، وتحمل مروحة يد من نوع uchiwa مطبوعة بشعار عائلتها، كريست  بولونيا.

على اليسار هو تاكاشيما Hisa, كما دعا "O-Hisa" من Yagenbori [薬研堀 (東京都)] في Ryōgoku. كانت الابنة البكر تاكاشيما Chōbei ، صاحب أحد المقاهي على جانب الطريق في منزله ودعا Senbeiya التي Hisa عملت جذب الزبائن. التقليد أماكن لها في سن السادسة عشرة عند صورة ، وهناك بمهارة اختلاف ملحوظ في النضج في وجوه اثنين من المقهى الفتيات. Hisa يحمل منشفة اليد على كتفها الأيسر و تحديد ثلاثة الأوراق ديمو البلوط قمة يزين كيمونو لها.
- Crests of the three beauties
- Hisa's three-leaved oak crest
- Toyohina's Japanese primrose crest
- Kita's paulownia crest

بدلا من محاولة التقاط صورة واقعية من الثلاثة ، أوتامارو تقدس التشابهات. بالنسبة للعديد من المشاهدين ، تبدو الوجوه الموجودة في هذه اللوحة وصور أخرى في ذلك الوقت محدودة بعض الشيء ، أو ربما لا تظهر على الإطلاق.يؤكد آخرون الاختلافات الدقيقة  التي تميز الثلاثة في أشكال الأفواه والأنوف ،   والعينين: كيتا لديها خدود طبطبة وتعبير بريء ؛ عيناها على شكل لوز. جسر أنفها عالياً ؛ولهيسا تعبير أكثر فظاظة وفخرًا ، وجسر أنف هيسا أقل وعيونها أكثر استدارة من كيتا ؛ تميّز سمات تويوهينا بينهما ، لديه جو من كبار السن وأكثر الفكرية.
 الطباعة هي عبارة عن ōban رأسى من 37.9 × 24.9 سنتيمتر (14.9 × 9.8 بوصة),وهي عبارة عن نيكيكي-إ - وهي طباعة أكييوه-إه كاملة الألوان مصنوعة من عدة ألواح خشبية ، واحدة لكل لون ؛ يتم الضغط على كتل الحبر على الورق الياباني المصنوع يدويا. لإنتاج تأثير التألق الخلفية غبار مع بلدية موسكو, مجموعة متنوعة من الميكا. تندرج الصورة تحت تصنيفات bijin-ga ("صور الجمال") و ōkubi-e ("الصور ذات الرؤوس الكبيرة") ، هذا الأخير هو نوع من الأوتامارو الرائد ويرتبط بقوة.

تكوين الأشكال الثلاثة هو مثلث ، وهو ترتيب تقليدي يقارن تاداشي كوباياشي ب متذوقون الخل الثلالثة, حيث يرمز كونفوشيوس، غوتاما بوذا ، لاوتزه إلى وحدة الكونفوشيوسية، البوذيةو الطاوية ، وبالمثل ، كوباياشي يقول أوتامارو يدل على وحدة من الثلاثة المتنافسة المشاهير الجمال في الطباعة.
- Portraits of the three Kansei beauties by Utamaro
- Takashima Hisa, بحدود 1792–93
- Tomimoto Toyohina, بحدود 1792–96
- Naniwaya Kita, بحدود 1793

## النشرو التراث
تم تصميم الطباعة بواسطة أوتامارو ونشرتها جوزابورو في السنة الرابعة أو الخامسة من عصر كنزي عصر اليابانية التقليدية عصر الانقسامات من التقسيمات اليابانية التقليدية (c. 1792-93). تتم طباعة ختم ناشر تسوتايا على اليسار فوق رأس هيسا، ويظهر فوقها ختم رقابة مستديرة. وتتم طباعة توقيع أوتامارو في أسفل اليسار.
يعتبر فوميتو كوندو الطباعة الثورية. لا تظهر هذه الوجوه التعبيرية والفردية في الصور النمطية في أعمال أسلاف أوتامارو مثل هارونوبو وكيوناغا ، وكانت هذه هي المرة الأولى في تاريخ أوكييو-إي أن الجمالات كانت مستمدة من السكان الحضريين العامين بدلاً من مناطق المتعة.
تشير السجلات إلى أن كيتا تم تصنيفها بدرجة عالية في تصنيفات المقاهي ، وأن المشجعين الفضوليين غمروا مقهى بيت أبيها. يقال أن هذا سبب لها أن تصبح متغطرسة وتوقفت عن تقديم الشاي ما لم يُطلب منها ذلك. كانت هيسا تحتل المرتبة الدنيا ، على الرغم من أنها لا تزال تحظى بشعبية كبيرة ، حيث قدم لها تاجر ثري 1500 رواية ، لكن والديها رفضا واستمرت في العمل في المقهى. استفاد أوتامارو من هذا التنافس في فنه ، وذهب بقدر ما يصور الجميلتين في غرفة الشاي في مسابقات الحرب وغيرها من المسابقات ، مع الآلهة المرتبطة بأحيائهم الذين يدعمونهم: الإله الوصي البوذي كان يرتبط أكالا مع ياجينبوري ، ودعمه هيسا. ارتبط جوانين ، إلهة الرحمة ، بمعبد سينسي-جي في أساكوسا ، وأيد كيتا
صبح المثلث الثلاثي لثلاثة أرقام أمرًا رائجًا في المطبوعات في منتصف تسعينيات القرن الثامن عشر. عادةً ما تشير "الجمال الثلاث لعصر كنعاي" إلى الثلاثة الذين ظهروا في هذه الطبعة في بعض الأحيان ، استبدل أوتامارو تويوهارو بـ كيكوموتو يا هان [14] وضع أوتامارو الجمال الثلاث في نفس التكوين بعد ثلاث أو أربع سنوات في طبعة سميت ثري بيوتيز ، التي تحتوي على هيسا صحن فنجان في يدها اليسرى بدلاً من منديل ، وكيتا تحتفظ بمروحة في كلتا يديها. بالنسبة إلى إيجي يوشيدا ، فإن الأرقام الواردة في هذه المطبوعة تفتقر إلى الشخصيات التي كانت سحر الماضي. فكرت يوشيدا بشخصيات أخرى غير مميزة في طبعة لاحقة لها نفس التكوين الثلاثي ، ثلاث حقائب من الوجبات الخفيفة القابضة ، التي نشرتها ياماغوتشيا. [11] وكدليل على شعبيتها ، غالبًا ما ظهرت النماذج الثلاثة في أعمال فنانين آخرين. [22] وواصل أوتامارو استخدامها في مطبوعات أخرى ، بشكل فردي أو في أزواج c

لا توجد سجلات أرقام المبيعات من لوحات أوكييو إي من عصر الطباعة. تحديد شعبية الطباعة يتطلب الوسائل غير المباشرة, واحد منها هو مقارنة الاختلافات في البقاء على نسخ. على سبيل المثال ، أكثر النسخ المطبوعة من أكثر اللوحات الخشبية ارتدى أسفل ، مما أدى إلى فقدان خط الوضوح والتفاصيل. مثال آخر هو أن الناشرين في كثير من الأحيان إجراء تغييرات على الكتل في وقت لاحق من النسخ المطبوعة. الباحثون استخدام القرائن مثل هذه لتحديد ما إذا كان يطبع كثيرا ما طبع—علامة على شعبيتها.[./Three_Beauties_of_the_Present_Day#cite_note-FOOTNOTEKondō2009133–134-36 [28]] الأصلي الطباعة من ثلاث الجمال في يومنا هذا العنوان في علامة الشكل في أعلى الزاوية اليمنى مع أسماء ثلاث الجمال إلى اليسار. نسختين فقط من هذه الدولة ويعتقد أن نجا ؛ هم في مجموعات من متحف الفنون الجميلة في بوسطن ، Koishikawa أكييوه-إه للفنون في طوكيو.[./Three_Beauties_of_the_Present_Day#cite_note-FOOTNOTEMatsui201262-12 [12]] في وقت لاحق المطبوعات وعدم العنوان ، أسماء الجمال ، أو كليهما ، والموقف من الناشر و الرقابة الأختام يختلف قليلا.[./Three_Beauties_of_the_Present_Day#cite_note-FOOTNOTEHickman197876-27 [22]] أسباب التغييرات تخضع المضاربة مثل أن الجمال قد انتقلت بعيدا أو الشهرة قد انخفضت.[./Three_Beauties_of_the_Present_Day#cite_note-FOOTNOTEHickman197876-27 [22]] على أساس القرائن مثل هذه التغييرات ، ويعتقد الباحثون هذه المطبوعة هو ضرب شعبية بالنسبة أوتامارو و Tsutaya.[./Three_Beauties_of_the_Present_Day#cite_note-FOOTNOTEKondō2009134-37 [29]]
- صور مجموعة من ثلاثة كنزي الجمال من قبل أوتامارو